# Piazzalunga Cultura Suzzara
Piazzalunga Cultura Suzzara è il centro culturale di Suzzara (Mantova), Lombardia.

## Oggi
Il centro culturale Piazzalunga è stato inaugurato venerdì 21 giugno 2013, dopo circa tre mesi di lavori di riqualificazione degli spazi e dell'organizzazione generale della passata biblioteca ed informagiovani; il rinnovamento è stato possibile grazie al lascito di Domenico Spinella, alle offerte delle aziende suzzaresi, dei singoli cittadini e a tutti i volontari che si sono impegnati per far nascere e crescere questo progetto, maturato con la consulenza di Antonella Agnoli. 
Il Piazzalunga intende proporsi come "piazza della condivisione e del sapere, dove coltivare e far crescere le idee, le informazioni e l'intrattenimento, in un ambiente che abbia alla base i principi di accoglienza, condivisione e integrazione".  
Il patrimonio librario supera i 60.000 volumi e vi è inoltre la possibilità per gli utenti di accedere al servizio MediaLibraryOnLine, che mette a disposizione gratuitamente, con una semplice iscrizione, tanti tipi di risorse digitali. Tra le attività più consolidate, il concorso di lettura per ragazzi "Un libro per la testa" e il festival noir NebbiaGialla; tra i fondi speciali si segnala il Fondo Mario Spinella, composto da circa 6000 libri depositati presso la Galleria del Premio Suzzara e materiale documentario in deposito presso il Centro di ricerca sulla tradizione manoscritta di autori moderni e contemporanei dell'Università di Pavia.   
L'edificio è strutturato su due piani con i seguenti spazi: 
Piano terra:  
- Piazza bassa
- Edicola
- Poliedro: sala con accesso autonomo con orari flessibili
- Baobab: sala per i ragazzi
- Ranocchie: sala per i bambini
- Mag A e Mag B: magazzini aperti agli utenti ad alta densità di libri

Primo piano: 
- Piazza alta
- Sale lettura
- Salotto di storia locale
- Lab: laboratorio

- Spazio-i: spazio dedicato all'informazione dei cittadini
- Sala studio

## Il nome e il logo
Il nome Piazzalunga, dato al Centro Culturale, è stato scelto con l'intenzione di "giocare" sul concetto di Piazza, ricordando nello stesso tempo l'Ing. Francesco Piazzalunga (1849-1931), una personalità di grande rilievo a Suzzara e dintorni nella seconda metà del XIX e inizi XX secolo. Una Piazza grande, accogliente, luogo di incontri, mutevole e aperta al nuovo e al diverso.   
Anche il logo, i baffi, pur ammiccando ad una caratteristica dell'Ing. Piazzalunga, va più in là: con il suo essere scherzoso e non definito vorrebbe suggerire una non-chiusura su ciò che è classico, stereotipo, consolidato.

## Edificio
L'edificio fu progettato nel 1907 dall'Ing. Francesco Piazzalunga per ospitare al piano terreno l'asilo e al piano superiore la Scuola Arti Mestieri. La facciata si presenta in stile neorinascimentale, con un porticato e una sequenza di archi a tutto sesto su due piani, creando ampie aperture per l'illuminazione interna. L'asilo venne poi trasferito in un nuovo edificio, progettato dall'Ing. Francesco Bertazzoni, e nel 1955 anche la Scuola Arti Mestieri venne spostata, lasciando posto alla scuola Magistrale fino al 2007.

## Storia della biblioteca
La prima biblioteca comunale a Suzzara venne costituita, anche grazie alla richiesta della Consulta Giovanile, nel 1967 ed era gestita da una Commissione nominata dal Consiglio Comunale. Aveva sede nella vecchia Sala Civica in via Montecchi. Nel 1977 la sede fu spostata in via Guido da Suzzara, 48/A, nello stabile dell'ex-pretura ristrutturato, contestualmente alla apertura della Galleria del Premio Suzzara (allora Galleria Civica d'Arte Contemporanea), che organizzava mostre temporanee. Negli anni '80 la biblioteca era il centro amministrativo del Sistema Bibliotecario Zonale e possedeva un patrimonio di 13.210 volumi e 98 riviste. Successivamente dopo lavori di ristrutturazione ed adeguamento il 13 dicembre 2008, data dell'inaugurazione, venne trasferita nell'attuale edificio.

## Galleria d'immagini

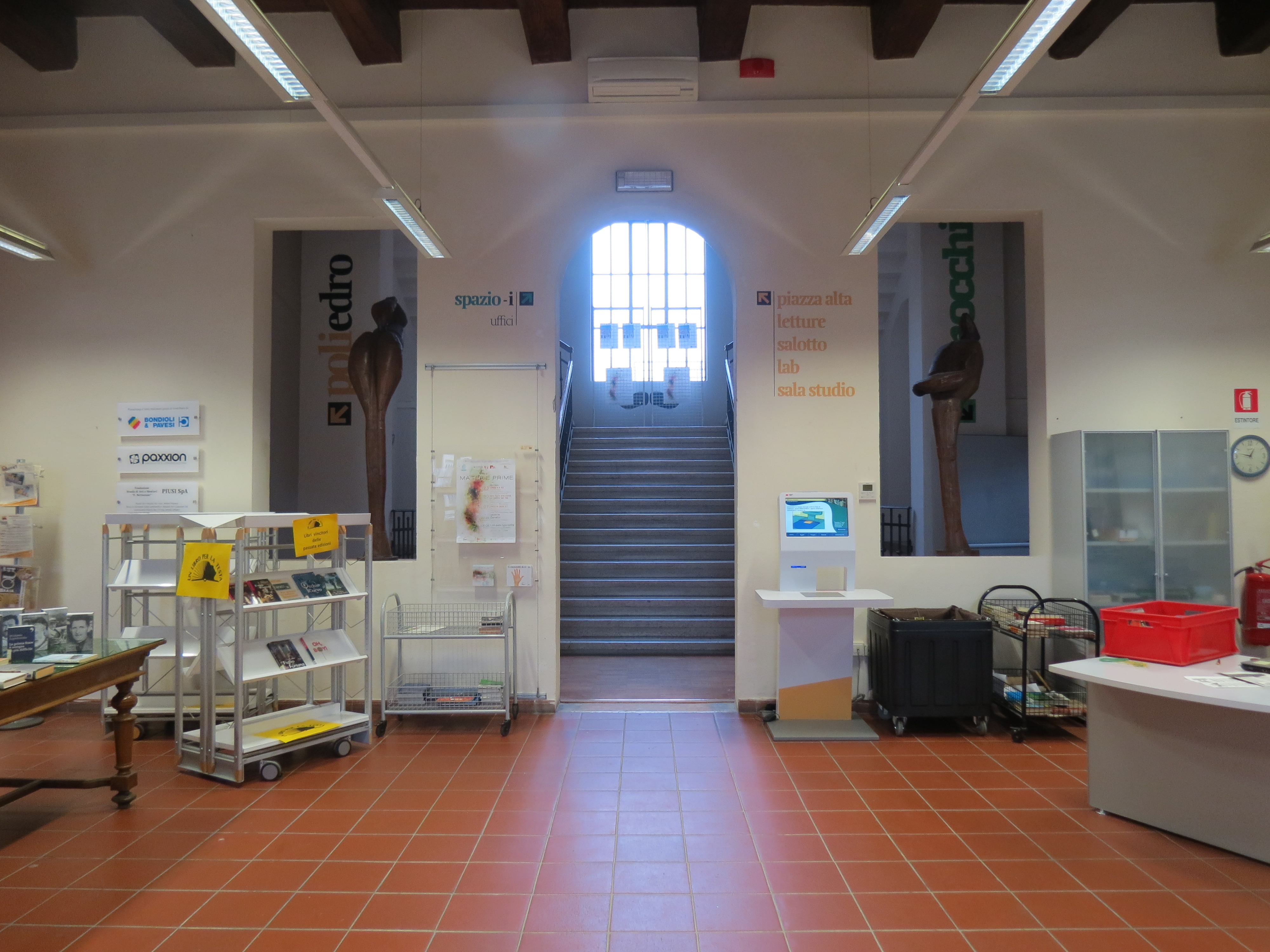
Piazzalunga Cultura Suzzara - Piazzabassa
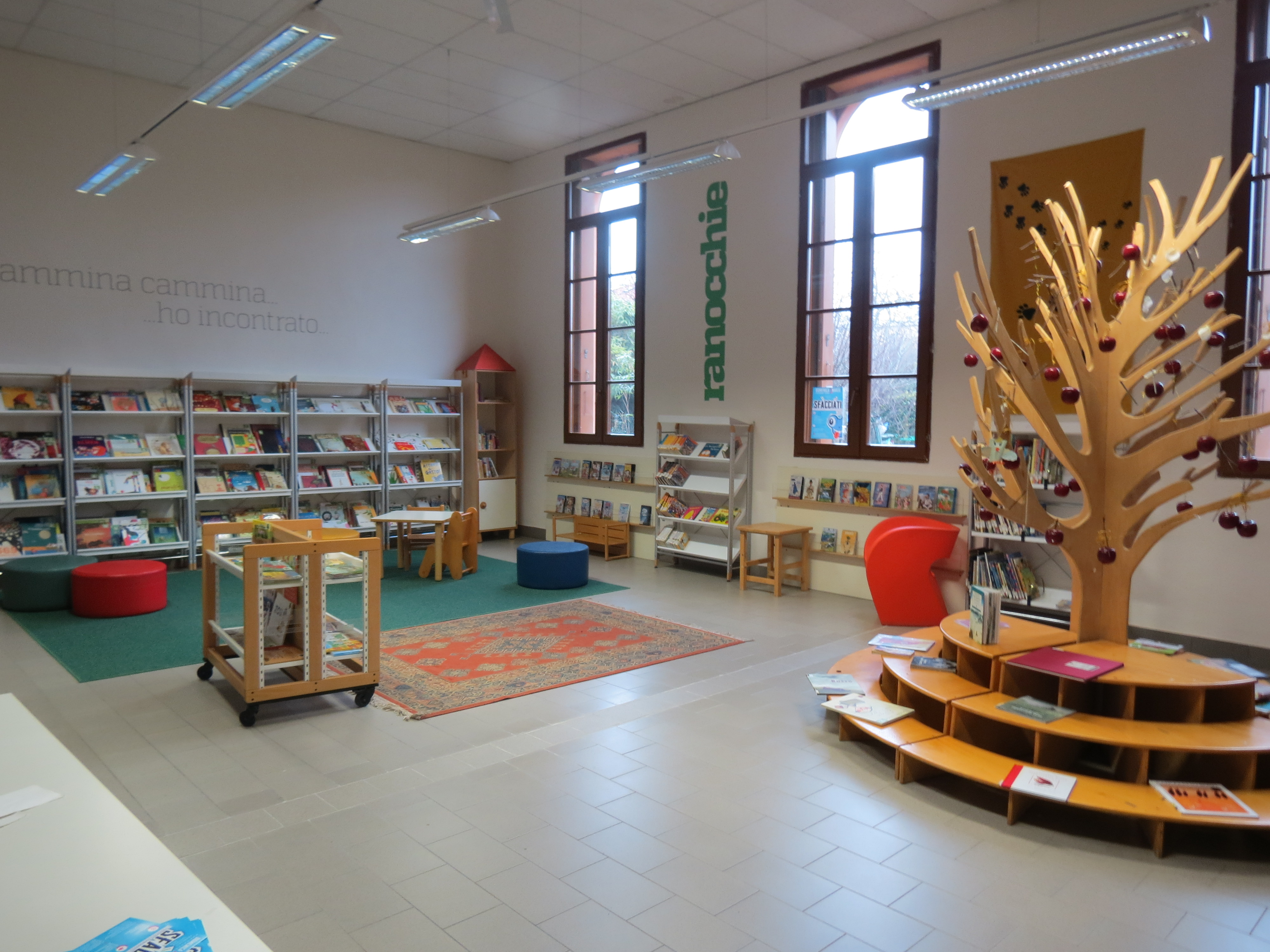
Piazzalunga Cultura Suzzara - Ranocchie
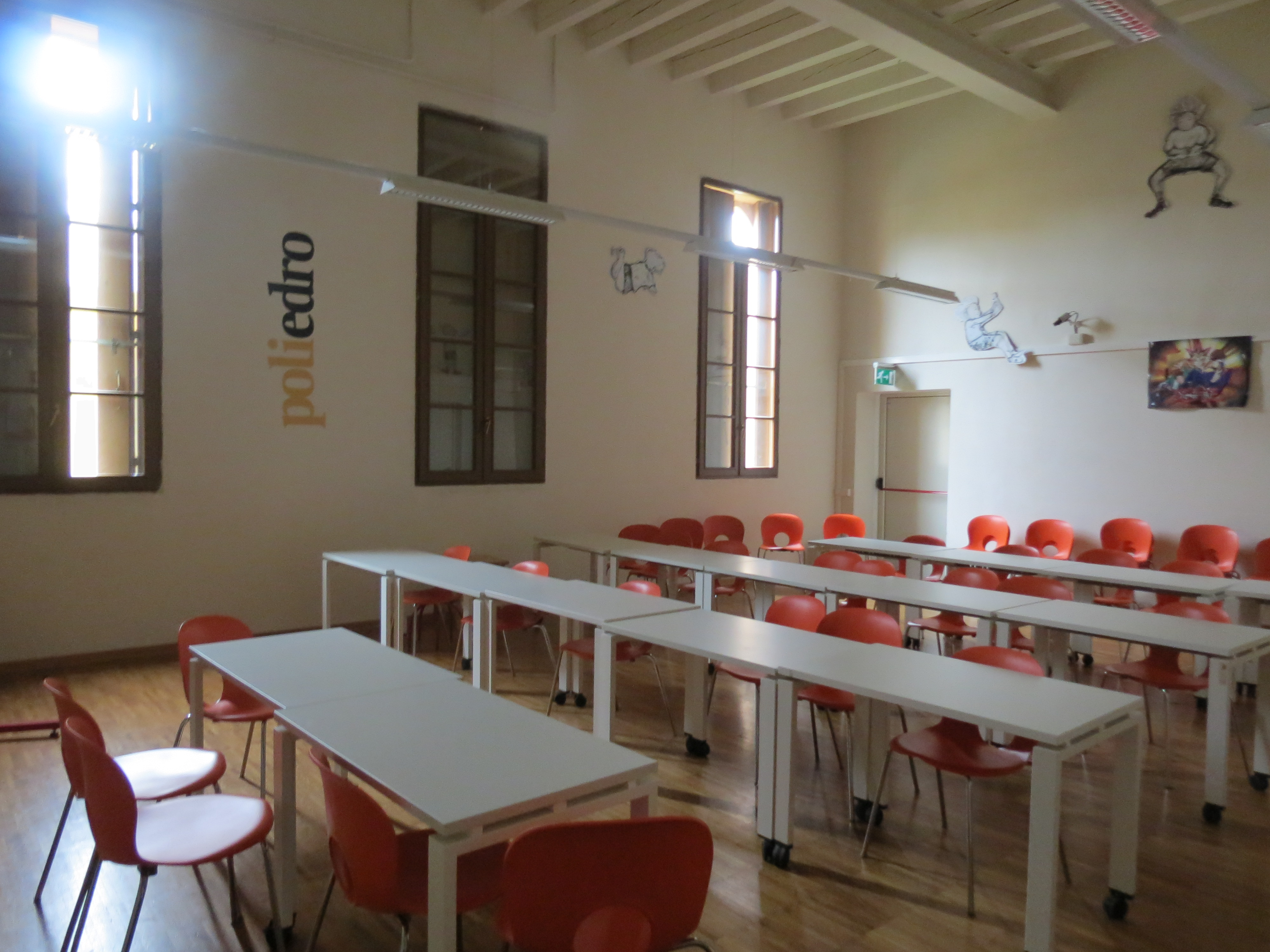
Piazzalunga Cultura Suzzara - Poliedro
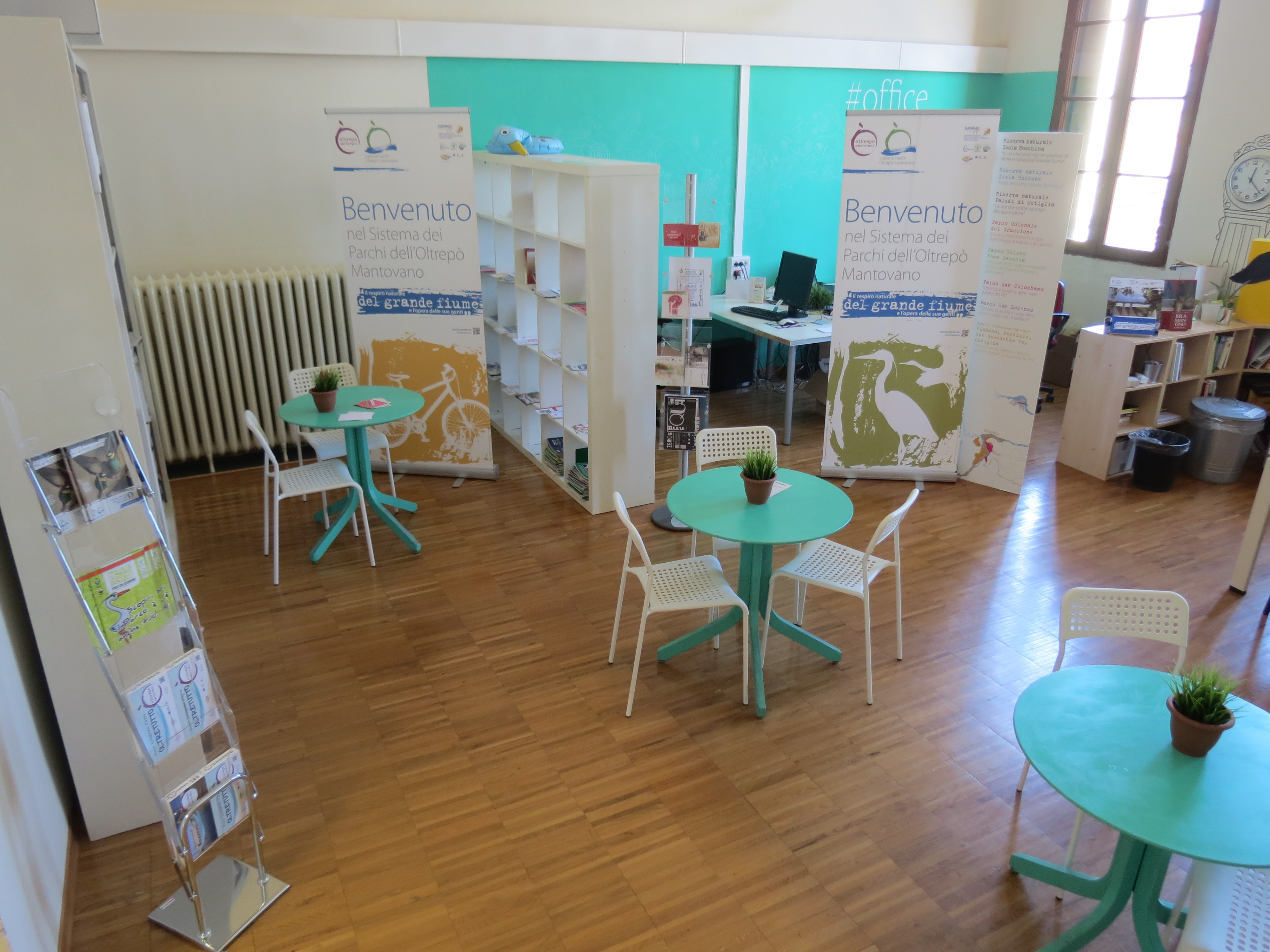
Piazzalunga Cultura Suzzara - Spazio-i